# Burzet
Burzet ist eine französische Gemeinde mit 529 Einwohnern (Stand 1. Januar 2022) im Département Ardèche in der Region Auvergne-Rhône-Alpes. Die Bewohner werden Burzetin(es) genannt.

## Geografie
Sie liegt in den nördlichen Hochcevennen, im Tal des Flusses Bourges, inmitten von Bergen vulkanischen Ursprungs. Burzet ist Teil des Regionalen Naturparks Monts d’Ardèche und grenzt an die Nachbargemeinden Meyras und Montpezat-sous-Bauzon. Die nächstgrößere Stadt ist Aubenas in 18 Kilometern Entfernung.
Die Landschaft ist geprägt von zahlreichen Quellen, Kaskaden und jungen Vulkanen. Neben der Bourges durchquert auch der Fluss Padelle das Gemeindegebiet.

## Geschichte
Burzet stand im Mittelalter unter der Lehnsherrschaft der Familie Peyres. Im 13. Jahrhundert fand erstmals die berühmte kostümierte Osterprozession am Karfreitag statt, die auch heute noch von Hunderten Gläubigen verfolgt wird.
Im Jahr 2000 erlangte die Gemeinde traurige Bekanntheit, als ein militärisches Transportflugzeug der Marke Lockheed C-130 Hercules über dem Ort abstürzte.

### Bevölkerungsentwicklung
| Jahr                       | 1962 | 1968 | 1975 | 1982 | 1990 | 1999 | 2009 | 2016 |
| Einwohner                  | 1000 | 838  | 618  | 619  | 534  | 504  | 453  | 397  |
| Quellen: Cassini und INSEE |      |      |      |      |      |      |      |      |

## Kultur und Sehenswürdigkeiten
Burzet verfügt über einen gut erhaltenen, mittelalterlichen Ortskern, dessen Mittelpunkt der Marktplatz, umringt von zahlreichen antiken Gebäuden, bildet. Außerdem lassen sich auch heute noch die Ruinen des Château de Peyres finden, das unter Anweisung von Kardinal Richelieu zerstört wurde.
Bekannt ist die Gemeinde auch für die Kirche Saint-André, die im 15. Jahrhundert im gotischen Stil erbaut wurde und durch ihre drei spitzbogigen Kirchenschiffe auffällt. 1621 stürzte eines der Schiffe ein, sodass dieses noch im selben Jahr auf den erhaltenen Gewölbebogen rekonstruiert werden konnte. 1804 wurde das Gebäude erneut restauriert und ein neues Altarretabel aus Pinienholz von Pierre Testut aus Le Béage installiert. 1818 und 1853 wurden neue Glocken und Fenstergläser, die von Michel Chapuy entworfen wurden, eingesetzt.
Die Gemeinde verfügt auch über eine kleine Kapelle aus dem 12. Jahrhundert im Weiler Villard, die dem heiligen Bénézet geweiht wurde. Daneben existieren auch ein Oratorium und ein altes Priorat von Belvezet, das für seine gewölbte Galerie bekannt ist.
Burzet ist außerdem eine von 32 Stationen auf dem Kreuzweg Saint-André, der von Missionar Pierre Vigne ins Leben gerufen worden ist. 1804 und 1828 wurde dieser Weg sowie die anliegenden Kirchen und Kapellen infolge von Kriegen zweimal restauriert. Hier findet jedes Jahr an Ostern auch die feierliche Prozession statt, an der sich alle Einwohner der Gemeinde entweder schauspielerisch oder durch das Anfertigen der Kostüme beteiligen.
Durch die Lage des Dorfes im Naturpark der Cevennen gibt es auch eine Vielzahl von Touristen, die die Umgebung der Gemeinde besichtigen. Zum Beispiel das natürliche Freiwasserbad im Basaltbecken nahe Perveranges oder der 3500 Jahre alte Lavastrom entlang des Flusses Bourges.
Eine besondere Touristenattraktion ist die Cascade du Ray-Pic, ein kleiner Wasserfall bestehend aus zwei Strahlen, von denen der erste, nicht sichtbare, aus 60 Metern Höhe und der zweite Hauptstrahl aus 30 Metern in die Tiefe stürzt.

## Persönlichkeiten
Burzet ist die Heimatgemeinde von Saint-Bénézet (1165–1184), der der Legende nach 1177 als 12-jähriger Junge den Auftrag für den Bau der berühmten Steinbrücke von Avignon erhielt. Ihm zu Ehren wurde auch eine kleine Kapelle gewidmet.

## Sonstiges
Burzet lieferte den Namen zu einer edlen Kastaniensorte, der Burzette.